# Simpsorama (épisode des Simpson)
Pour l’article homonyme, voir Simpsorama (bande dessinée).
Simpsorama est le sixième épisode de la vingt-sixième saison de la série télévisée Les Simpson et le 558e épisode de la série. Il est sorti en première sur le réseau Fox le 9 novembre 2014. Il s'agit d'un crossover avec Futurama.

## Synopsis
Le Principal Skinner découvre une capsule temporelle et propose aux élèves de ramener quelque chose pour le mettre à l'intérieur et l'envoyer dans le futur. Bart, ayant oublié qu'il devait ramener quelque chose, met son sandwich dans la capsule. Plus tard, le Maire Quimby décide d'expédier la capsule dans le futur. Malheureusement, le sandwich de Bart provoque une catastrophe dans le futur car la machine est devenue radioactive. Pour éviter ça, Bender revient dans le passé pour tuer Bart afin de l'empêcher de mettre le sandwich dans la capsule.

## Réception
Lors de sa première diffusion l'épisode a attiré 6,59 millions de téléspectateurs.